# Bharathan (réalisateur)
Pour l’article homonyme, voir Bharathan.
Bharathan  est un réalisateur indien tournant ses films en tamoul.

## Filmographie

### Réalisateur
- 2007 : Azhagiya Thamizh Magan
- 2014 : Athithi
- 2017 : Bairavaa